# مادلين آرثر
مادلين آرثر هي لاعبة جمباز وممثلة كندية، ولدت في 10 مارس 1997.

## أعمال

### أفلام
- (2018) إلى جميع الأولاد الذين أحببتهم من قبل

## وصلات خارجية
- مادلين آرثر على موقع IMDb (الإنجليزية)
- مادلين آرثر على موقع ألو سيني (الفرنسية)
- مادلين آرثر على موقع أول موفي (الإنجليزية)
- مادلين آرثر على موقع قاعدة بيانات الفيلم (الإنجليزية)
- مادلين آرثر على موقع كينوبويسك (الروسية)